# Blå Bandet
Blå Bandet är Sveriges äldsta tidskrift om nykterhet och ges ut sedan 1883. Då kom den ut varje vecka och handlade bland annat om Sveriges alkoholkonsumtion, aktioner för att minska alkoholdrickandet med mera. Idag ges tidningen ut 6 gånger per år och innehåller artiklar om dagens Sverige och vad som händer i Sveriges Blåbandsförbund som också ibland kallas Blå Bandet. 

## Redaktörer
- Oskar Eklund, 1883–87
- A. P. Larsson, bitr. red. 1888
- E. V. Berglund, 1888–89
- J. B. Vestenius, 1889
- Andreas Fernholm, 1889–1892
- Per Ollén, 1892
- Jakob Byström, 1892–1899
- Elof Ljunggren, 1899–1941
- Henning Boström, 1942–1965
- S. M. Eriksson, 1966–1971
- Folke Nordangård, 1971–1980
- Owe Ranebäck, 1981–1996
- Per-Olof Svensson,[2] sedan 1996